# Abraham Reenstierna

Målning av David Klöcker Ehrenstrahl som anses föreställa Abraham Momma på färd med ren och ackja.

Abraham Reenstierna, ursprungligen Momma, född 21 maj 1623 i hertigdömet Jülich i nuvarande Tyskland, död den 10 oktober 1690 på Färna bruk i Västmanland, var en tysk-svensk affärsman. Han var son till Wilhelm Momma och Maria Baur.

## Biografi
Abraham Reenstierna föddes 1623 i hertigdömet Jülich. Han var son till borgaren Wilhelm Momma och Maria Baur. I mitten av 1640-talet anlände Abraham Momma tillsammans med sina bröder Willem och Jacob till Sverige och grundade flera fabriker och handelsföretag. Bland annat övertog man Kengis bruk vid Torneälven och bedrev gruvdrift i Masugnsbyn och Svappavaara. År 1658 gifte sig Abraham Momma med Ingrid Johansdotter. År 1669 adlades han under namnet Reenstierna. 

### Familj
Reenstierna gifte sig 28 november 1658 i Stockholm med Ingrid Johansdotter (död 1686), dotter till borgmästaren Johan Eskilsson och Anna Mårtensdotter Röbeck i Söderhamn. De fick tillsammans barnen hovjunkaren Johan Vilhelem Reenstierna (1659–1692), Anna Maria Reenstierna (1662–1729) som var gift med assessorn Peter Schönström och översten Nils Djurklow, överjägmästaren Mårten Reenstierna (död 1725), Abraham Reenstierna (död 1687), Catharina Reenstierna (död 1704) som var gift med assessorn Lars Andersson Hylthén, Elisabet Reenstierna (1667–1744) och Helena Reenstierna (död 1697) som var gift med brukspatronen Jakob Börstel.